# 映画 ヒーリングっど♥プリキュア ゆめのまちでキュン!っとGoGo!大変身!!
- プリキュアシリーズ
  - ヒーリングっど♥プリキュア > 映画 ヒーリングっど♥プリキュア ゆめのまちでキュン!っとGoGo!大変身!!
  - Yes!プリキュア5/GoGo! > 映画 ヒーリングっど♥プリキュア ゆめのまちでキュン!っとGoGo!大変身!!
  - トロピカル〜ジュ!プリキュア > 映画 トロピカル〜ジュ!プリキュア プチ とびこめ！コラボ♡ダンスパーティ！

『映画 ヒーリングっど♥プリキュア ゆめのまちでキュン！っとGoGo!大変身!!』（えいが ヒーリングっど プリキュア ゆめのまちでキュン！っとゴーゴー！だいへんしん!!）は、2021年3月20日に公開のアニメ映画。

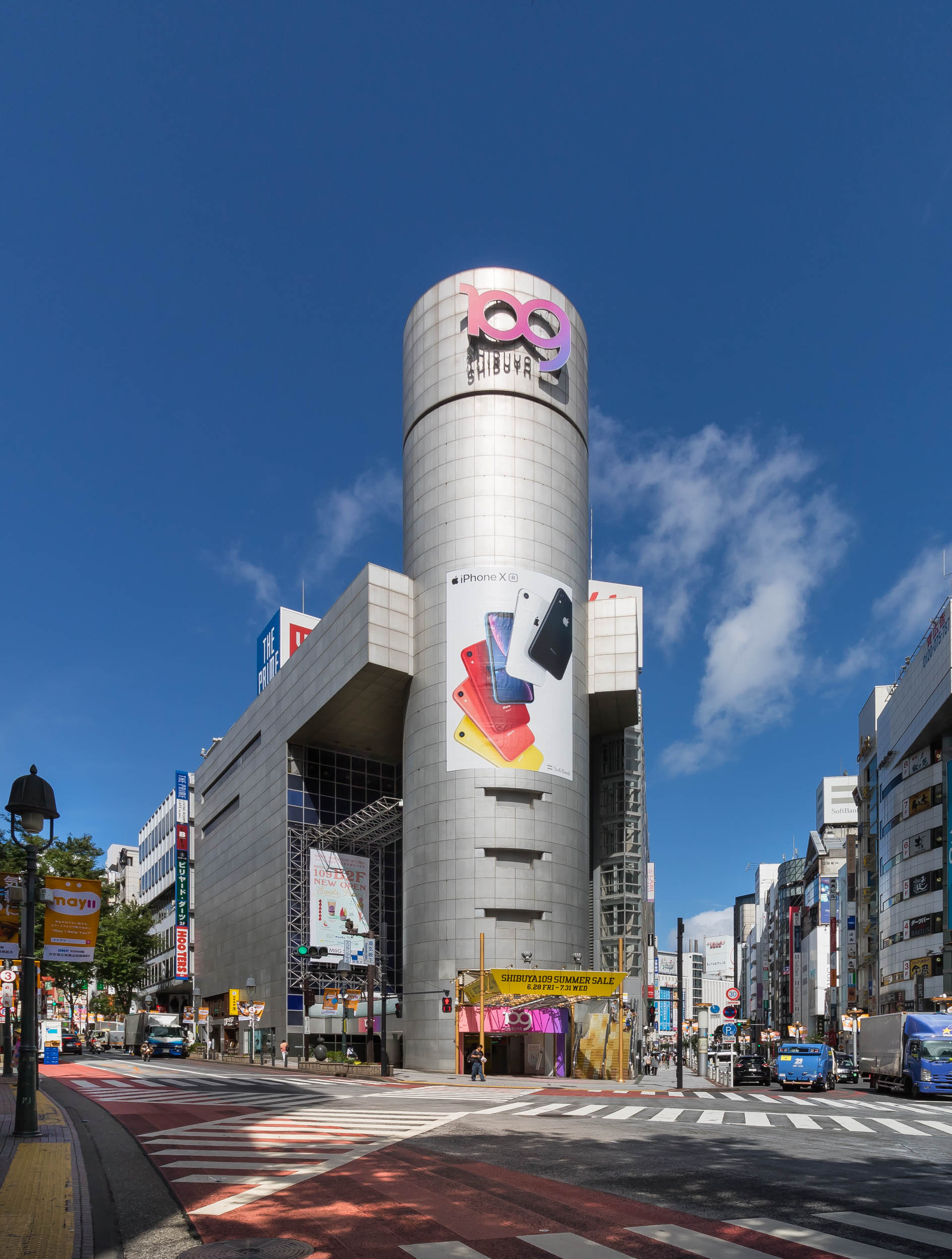
本作の舞台の一つとなった渋谷109

## 概要
「プリキュアシリーズ」の映画作品としては通算29作品目となる本作は、発表時の現行作品である『ヒーリングっど♥プリキュア』のシリーズ単独映画作品として位置付けられているとともに、「プリキュアシリーズ」第4・5作『Yes!プリキュア5/GoGo!』とのクロスオーバー作品となる。
2020年7月10日に、本作品が2021年公開予定であることが発表され、10月30日に本タイトルで公開されることが発表された。
本作品で『プリキュア5』のメンバーと共演することになったのは、エグゼクティブプロデューサーである鷲尾天からの「プリキュア単独映画作品の新しい挑戦として、歴代プリキュアから1チームを客演してほしい」という要望があったためである。企画当初から東京を舞台にするという構想であったことから、東京を象徴する「摩天楼」と「夢」が似合うプリキュアとして『プリキュア5』が選ばれた。当初の予定ではテレビシリーズ本編で映画連動回を放送、この時点でプリキュア5が客演し、のどかたちがのぞみたちと知り合った上で東京に招かれ映画につなげることになっていたが、コロナ禍によるスケジュール変更が生じ、映画公開時期の変更やテレビシリーズの話数削減を余儀なくされたのに伴い、物語上でも映画で初めて知り合う形に変更になった。
本作品では『ヒーリングっど』側からはキュアアースが劇場版に初登場となり、さらに『プリキュア5/GoGo!』のメンバー6人とパートナー妖精のココとナッツが声付きで妖精形態のみ登場する。本作品のメインキャラクターである「ゆめアールプリンセス」のカグヤ役には女優・声優の小林星蘭を起用、その母でゆめアールの開発者の我修院サレナ役は『映画 ふたりはプリキュア Max Heart』の魔女役を務めた勝生真沙子が演じる。また本作品の敵であるエゴエゴ役は、『プリキュア5』シリーズの敵幹部・ブンビー役でもあった高木渉が演じる。高木はブンビー役としても出演する。
また本作品とのコラボレーションとして、サンエックスのキャラクター・リラックマがゲストキャラクターで劇場映画に初出演、朝日放送グループのマスコットキャラクター・エビシーもゲスト出演する。さらにゲスト声優としてモデル・タレントの藤田ニコルと同じくモデルの生見愛瑠、TikToker・女優の景井ひな、動画クリエイターのさぁやが本人役で出演、藤田と生見は劇中で再現する「東京ガールズコレクション」のステージに登場する。
同時上映として、公開時最新作である『トロピカル〜ジュ!プリキュア』の短編作品『映画 トロピカル～ジュ！プリキュア プチ とびこめ！コラボ♡ダンスパーティ！』も制作される。
また、上映第2週目からは、映画上映時にスマートフォン・スマートグラスを使って音声・字幕ガイドが提供されるアプリ「HELLO! MOVIE」を利用することで、本編ののどかたちとは別に行動しているブンビーを含めたのぞみたちプリキュア5の面々がどのような行動を行っていたかを辿ることができる副音声ボイスドラマ「プリキュア5、ゆめのまちへ行く!!」を聴くことができるサービスが行われる。これは日本国内の映画作品では史上初の試みである。

### 興行成績
2021年3月20日・21日の初日2日間に全国238スクリーンで公開、9万6000人を動員し、興収1億1500万円を記録、映画観客動員ランキング（興行通信社調べ）で初登場第4位に入った。最終興収は4億7000万円。
また、映画レビューサービス「Filmarks」の初日満足度ランキングでは3.74で第3位にランクインしている。

## ストーリー
東京にやってきたのどか達。そこで「ゆめペンダント」を付けることで思い描いた夢を実体化できる「ゆめアール」を体験、「ゆめのまち」巡りを楽しむが、街で出会った一人の少女に「すぐに東京を離れた方がいい」と忠告される。彼女はゆめアールのプリンセスとして人気のモデル・カグヤであり、ゆめアールを開発した我修院サレナ博士の娘だった。そのカグヤが出演する東京ガールズコレクションのステージに、謎の怪物エゴエゴが出現し、のどか達はプリキュアに変身して戦うが分身するエゴエゴに苦戦する。その頃、のぞみ達は、東京ガールズコレクションに出演するうららを応援するために東京へとやって来た。『ゆめアールプリンセス』を見に行けない代わりに109にある限定出張店の『セレブ堂のシュークリーム』を買いに来たのぞみ達は、ブンビーと再会することになる。同時刻に謎の怪物エゴエゴが出現し、のぞみ達は、屋上へ向かい、そこで変身して登場し『ヒープリ』を援護する。。一同はエゴエゴの分身体を撃破するが、本体は取り逃がしてしまい、『プリキュア5』と『ヒーリングっと♥プリキュア』は一旦、別れることになった。
そしてのどか達はカグヤから、サレナが「奇跡の花」を咲かせるために皆の心の「夢のつぼみ」を奪おうとしている事と、エゴエゴはその実験を手伝わせるために生み出された人工生命体である事を聞かされる。カグヤは先刻、のどかの中に特別な夢のつぼみがあるのが見えたため、危険だから東京を離れるよう忠告したのだった。そしてカグヤ自身の秘密も知ったのどか達は、母の暴走を止めてほしいという彼女の願いを聞き届け、行動を開始する。
その頃、のぞみ達は、エゴエゴを追いかけるが、エゴエゴはブンビーと遭遇し、今度は彼の夢のつぼみを奪ってパワーアップした。プリキュア5は、エゴエゴの分身体を撃破し、ブンビーを無事に救出するが、もう1体の分身がその隙にココとナッツを人質にとり、プリキュア5は一晩中、エゴエゴを追いかけることになったが、エゴエゴは既にたくさん奪ってあった夢のつぼみを使って、プリキュア5を倒す算段にしていた。勝ち目がないキュアドリームは夢のつぼみを守るために「私が捕まる代わりに、目の前にある夢のつぼみを元の持ち主に返してほしい」と取引を使う。他の皆も同調した。エゴエゴは、プリキュア5を捕まえ、約束通り、夢のつぼみを元の持ち主に返した。エゴエゴは「もしお前らのが足りなかったら、また集めるかもしれない。その時は返さない!」と言うが、キュアドリームは「その時は絶対に『ヒーリングっど♥プリキュア』のみんなが必ず何とかしてくれる。」と言い、4人に託した。
そして、プリキュア5はサレナに捕らえられて、奇跡の花の開花に近づいており、さらにエゴエゴも、サレナに一方的に命令される立場に不満を募らせ、反逆の機会を虎視眈々と狙っていた。

## 登場キャラクター

### ヒーリングっど♥プリキュア
本作品でのどか達が着用する私服は、漫画版作者の上北ふたごが新たにデザインしたものを使用している。副音声ドラマには登場しない。
プリキュア
花寺 のどか（はなでら のどか） / キュアグレース
声 - 悠木碧
沢泉 ちゆ（さわいずみ ちゆ） / キュアフォンテーヌ
声 - 依田菜津
平光 ひなた（ひらみつ ひなた） / キュアスパークル
声 - 河野ひより
風鈴 アスミ（ふうりん アスミ） / キュアアース
声 - 三森すずこ
ヒーリングアニマル
ラビリン
声 - 加隈亜衣
ペギタン
声 - 武田華
ニャトラン
声 - 金田アキ
ラテ
声 - 白石晴香
その他のキャラクター
花寺やすこ
声 - 村井かずさ

### Yes!プリキュア5 / Yes!プリキュア5GoGo!
副音声ドラマにおいて、東京ガールズコレクションに出演するうららを応援するために上京したことが語られている。また、『HUGっと!プリキュア』の野乃はな（キュアエール）を通じて、『ヒーリングっど』のメンバーの存在を知っている旨も語られている。
プリキュア
夢原 のぞみ（ゆめはら のぞみ）/キュアドリーム
声 - 三瓶由布子 
本作品では無印時代の技「プリキュア・ドリーム・アタック」を使用。
夏木 りん（なつき りん） / キュアルージュ
声 - 竹内順子
春日野 うらら（かすがの うらら） / キュアレモネード
声 - 伊瀬茉莉也
秋元 こまち（あきもと こまち） / キュアミント
声 - 永野愛
水無月 かれん（みなづき かれん） / キュアアクア
声 - 前田愛
ミルク / 美々野 くるみ（みみの くるみ） / ミルキィローズ
声 - 仙台エリ
本作品ではエゴエゴの分身と戦う際にミルクの姿になり、対峙するといった形で妖精形態での登場もしている。
妖精
ココ
声 - 草尾毅
ナッツ
声 - 入野自由
その他のキャラクター
ブンビー
声 - 高木渉
かつて、プリキュア5と敵対した元ナイトメア幹部兼元エターナル新入り。本作品ではとある人物と取引するため東京に現れ、取引を成功させるのにその人物の娘が大好物であるという、一番人気のシュークリームを買い占めようと、渋谷109に臨時出店しているセレブ堂を訪れた際にのぞみ達と鉢合わせする。エゴエゴが出現した際には、かつての上司であるカワリーノが復活したのかと勘違いする一幕もあったほか、そのエゴエゴにパワーアップのために取り込まれてしまうが、プリキュア5に救われ事なきを得ている。エンドロールではシュークリームを買い占めに成功し、事情を知ったのぞみ達と共に取引先に向かい、取引を成功させた。
作中での登場はシュークリームが売っている場所を部下に調べてもらうために、スマホで聞いている場面のみである。

### 本作品のオリジナルキャラクター
カグヤ
声 - 小林星蘭
「ゆめアールプリンセス」を名乗る少女。普段は人気モデルとして活躍している。ゆめアールを操れる不思議な能力を持つ。
その正体は、東京上空に存在する「奇跡の花」から生まれた妖精で、サレナと出会って以降血の繋がりは無いものの親子として過ごすようになる。その一方でゆめアール開発の際にカグヤの力を使っていたことから、開発中の段階でカグヤの身体が限界に達しており、余命幾ばくも無い状態となっていた。
物語の終盤で母と和解できたことを喜び、消滅を受け入れようとするが、キュアグレースのカグヤを救おうとする叫びがゆめアールを通じて街中に届き、人々からもらった夢の力を得てカグヤグレースフォームとなったグレースの力によって回復し、誕生日を迎えることができた。
我修院 サレナ（がしゅういん サレナ）
声 - 勝生真沙子
ゆめアールのシステムを開発した女性科学者でカグヤの母。副音声ボイスドラマにおいてはブンビーの取引先である新興IT企業ドリームテック社の代表として紹介されている。
元々は心優しい人物で人々が平和に過ごせるような世界を実現する研究を行っており、その成果がなかなか出ない中「奇跡の花」を発見し、カグヤと出会うことになる。
ゆめアールの開発に成功したものの、上述の通りカグヤの余命がわずかで14歳の誕生日に死んでしまうことが分かってからは、身勝手と自覚しながらも「カグヤの命を救いたい」と秘密裏に「奇跡の花」を咲かせようとエゴエゴに命じて夢見る者の心にあるつぼみを奪うなどしていた。
本作品で事件を起こした真の黒幕であるものの、娘を想う気持ちは失われておらず、カグヤから拒絶された際、戸惑いを見せたり、カグヤを取り込んだエゴエゴを止めようとしたりした。

### 本作品の敵
エゴエゴ
声 - 高木渉
本作品の敵。カグヤを狙ってゆめのまちを脅かす。
元はサレナがゆめアールの研究開発を手伝わせるためにビョーゲンズを素体として生み出した人工生命体で、施設から脱走したと思われていたが、実際はサレナの命令で夢のつぼみを奪うよう命令されており、その流れで強大な夢の力を持つプリキュア5たちを捕まえている。夢のつぼみを使うことで分身や様々な攻撃を行うことが可能。
当初はサレナの命令に忠実に従っていたが、カグヤのことしか考えない彼女に命令され続けることに嫌気がさし、また自ら支配したいという欲が出たことからサレナに反旗を翻し、開花した奇跡の花を取り込んで巨大化する。パートナーフォームとなったヒーリングっど♥プリキュアに倒されるも諦めることができず次はカグヤを取り込んで人の姿となってプリキュアたちを圧倒するが、ドリームキュアグレースとなったグレースとドリームによって浄化され、その際、人を思いやる温かい気持ちを知る。消滅したと思われたが本来の小さい姿に戻り、カグヤに今まで酷いことしたことを照れながら謝罪した。何度も復活する姿を見たひなたからは「不死身というかしぶとい」と評した。

### ゲストキャラクター
藤田ニコル
声 - 藤田ニコル
生見愛瑠
声 - 生見愛瑠
いずれもゆめアールによって渋谷スクランブル交差点に再現された東京ガールズコレクションのステージに登場する。
景井ひな
声 - 景井ひな
さぁや
声 - さぁや
いずれもゆめアール体験の案内人として登場。
リラックマ
コリラックマ
キイロイトリ
チャイロイコグマ
いずれもサンエックスのキャラクター「リラックマ」とその仲間たち。のどかたちがゆめのまちを散策している場面で登場する。
エビシー
朝日放送グループのマスコットキャラクター。原宿の街を歩いている人に付いているアニマルの一つとして登場。
かえるのピクルス
ナカジマコーポレーションによるカエルのぬいぐるみキャラクター。エビシーと同じく人に付いているアニマルの一つとして登場。
あいりっすん
渋谷区PRキャラクター。渋谷のステージイベント内で登場。

## 作品用語
ゆめアール
劇中の東京で流行している仮想現実・拡張現実システム。カグヤが持つ力を元にサレナが開発したもので、「ゆめペンダント」の力で心の中に思い描いた夢を現実の世界に映し出すことができ、衣服や食べ物などのように実体化させることも可能。
パートナーフォーム
本作品における強化フォーム（スーパープリキュア）の一つで、ヒーリングっど♥プリキュアの4人がそれぞれのパートナーのヒーリングアニマルと合体することで変身、各アニマルの特徴的な意匠を取り入れた和装となっている。
合体技
プリキュア・ヒーリングパートナー・カルテット
パートナーフォームの状態で放つ4人での浄化技。ヒーリングアニマルが付いていないヒーリングステッキとアースウィンディハープを使用して、それぞれのヒーリングアニマルを召喚・巨大化させて乗り、それぞれのイメージカラーであるピンク・水色・黄色・紫色の光を纏いながら「プリキュア！ヒーリングパートナー・カルテット！」と叫ぶことでそのまま突っ込み対象を浄化する技。
ドリームキュアグレース
本作品における上位の強化フォーム。キュアグレースとキュアドリームが手を取り合い他のルージュ、レモネード、ミント、アクア、ミルキィローズ、フォンテーヌ、スパークル、アースの力を受け取ることで変身する。『プリキュア5』シリーズのデザイナーである川村敏江が新規にデザインしており、シリーズのメインモチーフである蝶がデザインに取り入れられている。
合体技
プリキュア・ヒーリングっど・ドリーム
ドリームキュアグレースの状態で放つ2人での浄化技。ヒーリングっどアローにちょうちょのエレメントボトルを装着して、2人で弓を構えて「プリキュア！ヒーリングっど・ドリーム！」と叫んで放つことでカグヤを取り込んだエゴエゴを浄化した。
カグヤグレースフォーム
本作品におけるキュアグレースのもう一つの強化フォーム。想いが一つになったときに変身する形態で、かぐや姫および十二単をモチーフとした桜の花びらをまとった和装姿になる。ラビリンの装着された大きな杵で振ることによって消滅寸前のカグヤに町中の人から貰った力を与え、救い出した。

## スタッフ
- 製作 - 高木勝裕、村松秀信、西出将之、佐藤明宏、野田孝寛、許田周一、木下直哉
- 企画 - 小山弘起、田中昂
- 原作 - 東堂いづみ[23]
- 監督 - 中村亮太[23]
- 脚本 - 金月龍之介[23]
- 絵コンテ - 中村亮太、小川孝治、大塚隆史
- 演出 - 小川孝治
- キャラクターデザイン - 山岡直子、川村敏江、爲我井克美[23]
- 衣装デザイン協力 - 上北ふたご
- 総作画監督 - 爲我井克美[23]
- 作画監督 - 濱野裕一、増田誠治
- 作画監督補佐 - 上野ケン、美馬健二、山岡直子
- 美術デザイン - 増田竜太郎[23]
- 美術監督 - 小川友佳子[23]、渡辺佳人[23]
- CGプロデューサー - 横尾裕次
- CGディレクター - 大曽根悠介[23]
- リードCGアニメーター - 川崎健次郎
- 色彩設計 - 佐久間ヨシ子[23]
- 撮影監督 - 高橋賢司[23]
- 編集 - 吉田公紀
- 録音 - 林奈緒美
- 音響効果 - 石野貴久
- 選曲 - 水野さやか
- 音響制作 - タバック
- 録音スタジオ - 東映デジタルセンター
- 音楽 - 寺田志保[23]
- 音楽特別協力 - 佐藤直紀、間瀬公司
- 音楽協力 - マーベラス、東映アニメーション音楽出版、ライトソング音楽出版、ウォークライン、サインサウンド
- 音楽プロデューサー - 井上洸、犬塚舞、鎌田佳代子
- 制作担当 - 澤守洸[23]
- アニメーション制作 - 東映アニメーション
- 制作 - 映画ヒーリングっど♥プリキュア製作委員会（東映アニメーション、東映、ABCアニメーション、バンダイ、ADKエモーションズ、マーベラス、木下グループ）[29]
- 配給 - 東映

## 主題歌
オープニングテーマ「ヒーリングっど♥プリキュア Touch!!」
作詞 - こだまさおり、作曲 - 高取ヒデアキ、編曲 - 籠島裕昌、歌 - 北川理恵
エンディングテーマ「やくそく」
作詞 - 六ツ見純代、作曲・編曲 - 森いづみ、歌 - Machico
挿入歌「Grace Flowers」
作詞 - こだまさおり、作曲・編曲 - KOHTA YAMAMOTO、歌 - 北川理恵

## 同時上映
『映画 トロピカル〜ジュ！プリキュア プチ とびこめ！コラボ♡ダンスパーティ！』は『トロピカル〜ジュ！プリキュア』をメインに据えた短編作品。監督は『スマイルプリキュア!』のシリーズディレクターや『ONE PIECE STAMPEDE』などの監督を務めた大塚隆史。

### ストーリー (短編)
まなつたち『トロピカル〜ジュ！プリキュア』の元に『ヒーリングっど♥プリキュア』からダンスパーティの招待状が届く。しかしパーティの開始時間は今から3分後だった。急いで会場のダンシングアイランドに向かうが、彼女たちに思いがけないことが起きてしまう。

### 登場キャラクター (短編)

#### トロピカル〜ジュ！プリキュア
みのり、あすかはテレビシリーズ本編に先駆けてプリキュアに変身する。
夏海 まなつ（なつうみ まなつ） / キュアサマー
声 - ファイルーズあい
涼村 さんご（すずむら さんご） / キュアコーラル
声 - 花守ゆみり
一之瀬 みのり（いちのせ みのり） / キュアパパイア
声 - 石川由依
滝沢 あすか（たきざわ あすか） / キュアフラミンゴ
声 - 瀬戸麻沙美
ローラ
声 - 日高里菜
ヤラネーダ
声 - 三日尻望
作中ではまなつたちが乗った飛行機型と、海に落下した際に登場した海賊船型が登場。

#### ヒーリングっど♥プリキュア
花寺 のどか（はなでら のどか） / キュアグレース
声 - 悠木碧
沢泉 ちゆ（さわいずみ ちゆ） / キュアフォンテーヌ
平光 ひなた（ひらみつ ひなた） / キュアスパークル
風鈴 アスミ（ふうりん アスミ） / キュアアース

### スタッフ (短編)
- 製作 - 高木勝裕、村松秀信、西出将之、佐藤明宏、野田孝寛、許田周一、木下直哉
- 企画 - 小山弘起、田中昂
- 原作 - 東堂いづみ[15]
- 監督 - 大塚隆史[15]
- 脚本 - 金月龍之介[15]
- キャラクターデザイン - 中谷友紀子、稲上晃[15]
- 作画監督 - 稲上晃
- 美術監督 - 小川友佳子[15]、渡辺佳人[15]
- 色彩設計 - 佐久間ヨシ子[15]
- 撮影監督 - 五十嵐慎一[15]
- CGプロデューサー - 横尾裕次
- CGディレクター - 大曽根悠介
- リードCGアニメーター - 川崎健次郎
- 編集 - 麻生芳弘
- 録音 - 林奈緒美
- 音響効果 - 石野貴久
- 音響制作 - タバック
- 録音スタジオ - 東映デジタルセンター
- 音楽 - 寺田志保[15]
- 音楽協力 - マーベラス、東映アニメーション音楽出版、ライトソング音楽出版、サインサウンド、ハイキックエンタテインメント、レジェンドア
- 音楽プロデューサー - 井上洸、犬塚舞、蒲田佳代子
- 制作担当 - 澤守洸[15]
- アニメーション制作 - 東映アニメーション
- 制作 - 映画ヒーリングっど♥プリキュア製作委員会（東映アニメーション、東映、ABCアニメーション、バンダイ、ADKエモーションズ、マーベラス、木下グループ）
- 配給 - 東映

### 主題歌（短編）
エンディングテーマ「エビバディ☆ヒーリングッデイ!＆トロピカ I・N・G エンディングリレー」
作詞 - 藤本記子・こだまさおり、作曲 - ANDW・馬瀬みさき（Lantan）、編曲 - 立山秋航・馬瀬みさき、歌 - 宮本佳那子・吉武千颯、メドレー編曲 - 馬瀬みさき

## 副音声ボイスドラマ
『プリキュア5 ゆめのまちへ行く！』
2021年3月27日より副音声で上映のボイスドラマ。音声ガイドアプリ『HELLO!MOVIE』をダウンロードすることで上映劇場で視聴が可能。映画と連動した5GoGo!側のエピソード。映画冒頭35分間とED部分にて流される。
本編の時系列に沿った形でのぞみたちの行動をたどっており、本編の内容を補完する内容となっている。のぞみたちプリキュア（くるみはミルクとしても登場）とブンビー、エゴエゴが声付きで登場するほか、本編には登場するがボイスドラマでは声での登場がないココとナッツ、本編未登場のキャラクターとして上述のシロップ・メルポ・はな及びうららのマネージャーの鷲雄浩太についても名前のみではあるが動静が触れられている。
DVD/BDでは特装版の音声切り替えで再生可能なほか、特装版封入特典のドラマCDには本編及び番外編の『プリキュア5 ブンビーカンパニーで働く!?』が収録される。
スタッフ
- 脚本・音響演出：大塚隆史
- 音楽：佐藤直紀
- 録音：林奈緒美
- 効果：石野貴久
- 選曲：水野さやか
- プロデューサー：小山弘起

## 関連商品
- 音楽CD『『映画ヒーリングっど♥プリキュア ゆめのまちでキュン！っとGoGo!大変身!!』主題歌シングル』（マーベラス/ソニー・ミュージックソリューションズ、2021年3月17日発売、CD+DVD盤MJSS-09285〜6、通常盤MJSS-09287）[31]
  - CD+DVD盤同梱DVDには予告編映像等を収録。
- 音楽CD『『映画ヒーリングっど♥プリキュア ゆめのまちでキュン！っとGoGo!大変身!!』オリジナル・サウンドトラック』（マーベラス/ソニー・ミュージックソリューションズ、2021年3月17日発売、MJSA-01311）[30]
- DVD/BD『映画 ヒーリングっど♥プリキュア ゆめのまちでキュン！っとGoGo!大変身!!』（マーベラス/ポニーキャニオン、2021年7月21日発売[33]）
  - DVD特装版（PCBX-51853）/DVD通常版（PCBX-51854）/Blu-ray特装版（PCXX-50180）
  - 日本語字幕付、ピクチャーレーベル仕様。通常版はキャラクターブロマイド3枚セットを同梱。特装版は、映像特典としてノンテロップOP/ED、完成披露上映会舞台挨拶のダイジェスト映像、TVスポット&予告集を収録、封入特典として副音声ドラマCD、キャラクターブロマイド7枚セット、スペシャルブックレットを同梱。
- 映画「ヒーリングっど プリキュア ゆめのまちキュン！っと GoGo!大変身!!」Loppi限定グッズ
  - ローソンがLoppi限定で発売するアクリルスタンド等のグッズで『ヒーリングっど』『5GoGo!』それぞれのプリキュアのオリジナルイラストを用いている[35]。
- FANDOM8コラボレーションアイテム
  - 東京ガールズコレクションが新規にプロデュースするアパレルブランド「FANDOM8」のコラボレーション第1弾として、本作品及びプリキュアオールスターズを用いたグッズやアパレルを発売する。najucoによる『プリキュア5』、丸紅茜による『5GoGo!』のクリエイターコラボイラストや『ヒーリングっど』『5GoGo!』のトレンドファッションを纏ったキービジュアルなどが発表されており、今後イラストを用いたグッズ・アパレルが、東映アニメーションオンラインショップとFANDOM8公式オンラインショップで受注販売される[36]。
- Yes!プリキュア5GoGo!メモリアル切手セット（東映アニメーション）
  - 映画公開を記念した、プリキュア5の新規イラストを用いた切手セット。郵便局ネットショップで発売の「elegant ver.」と東映アニメーションオンラインショップで発売の「cute ver.」の2種類[37]。
- 映画ヒーリングっど♥プリキュア×国立競技場 映画登場記念コラボグッズ（東映アニメーション）
  - 映画の舞台の一つとして国立競技場が登場することを記念して制作されたグッズで、ヒーリングっど♥プリキュアの4人やキュアドリーム・キュアサマーの着ぐるみが国立競技場で撮影した写真を元にしたマイクロファイバータオルとポストカードセットが東映アニメーションオンラインショップと国立競技場オンラインサイトで販売される[38]。

## プロモーション

### 前売り券
プレゼント付き前売り券『トリプル！プリキュア 大集合シール』
2020年2月5日発売。本作品に登場する3作品のキャラクターが描かれたシールが「ゆめのまち Ver」「ダンスパーティ Ver」の2種類のいずれか1枚が付属していた。全国合計各4万枚セットの数量限定となっていた。

### 入場者プレゼント
『ゆめペンダント』
入場者プレゼント第1弾。これまでのミラクルライトではなく、本作品のキーアイテムとなるペンダント。全国30万個限定で中学生以下にプレゼントされた。
『プリキュア色紙ART』
入場者プレゼント第2弾。爲我井克美によるラビリンフォームキュアグレースとキュアドリーム、川村敏江によるのどか・ラビリン・のぞみ・コージ、キュアグレースとキュアサマーの3種類、いずれかがランダムブラインド仕様となった色紙。2020年8月13日より全国10万枚限定で大人を含めた来場者に特別版の特典としてプレゼントされた。

### イベント・キャンペーン
東京ガールズコレクション
2021年2月28日に代々木第一体育館で開催のファッションイベント「第32回 マイナビ 東京ガールズコレクション 2021 SPRING/SUMMER」では、前年秋に続いてプリキュアコラボレーションステージを開催。本作品にゲスト出演する藤田ニコルや生見愛瑠などが上述のコラボアパレルを着用してランウェイを歩いたほか、直後のトークコーナーでは藤田がコーナーゲストとして出演し、本作品やコラボアパレルについて語っている。
ニコニコ生放送 / プリキュア公式YouTubeチャンネル
プリキュア5の本作品への登場を記念して、ニコニコ生放送並びにプリキュア公式YouTubeチャンネルでは「Yes!プリキュア5GoGo!祭り」を開催。前者では2021年3月7日から12日まで、『プリキュア5』と『5GoGo!』の全話を連日16時から24時まで、各日16 - 17話ずつ順次一挙配信を実施。後者では3月13日16時より、プリキュア5のメインキャスト6人が出演する映画公開記念特番を配信したほか、同日16時30分から翌14日まで『映画 Yes!プリキュア5 鏡の国のミラクル大冒険!』『映画 Yes!プリキュア5GoGo! お菓子の国のハッピーバースディ♪』の配信を行った。
小僧寿しチェーン
2021年3月19日から3月29日までの期間、本作品とのコラボ企画として『ヒーリングっど♥プリキュア』コラボ握り寿司の販売、およびTwitterフォロー&リツイートキャンペーンを実施していた。
渋谷エリア全域 / 渋谷区観光協会
渋谷が本作品の舞台の一つとなったことから、渋谷区観光協会との共同企画として、SHIBUYA109やMIYASHITA PARKなど15ヶ所に設置したスポットを巡るARラリーイベントを3月22日から31日まで実施していた。またSHIBUYA109では2021年3月9日から3月31日までの期間限定で、公式グッズショップ「プリティストア」の出張店舗を開店、同施設とコラボした限定グッズも販売された。
プリキュア プリティストア
本作品の公開を記念した、期間限定でのプリティストアの出張店舗開店は、仙台市青葉区のKHBプラザでも2021年3月5日から4月11日まで、越谷市のイオンレイクタウンmoriでも2021年3月6日から5月10日までそれぞれ実施していた。前者では同施設も含めた6箇所のラリーポイントを巡るクイズラリーも併せて開催された。

## ネット配信
- YouTube「東映アニメーションミュージアム公式チャンネル」にて、2022年9月25日19時から10月2日18時59分までの期間限定で、本作品の無料配信が行われた（短編『映画 トロピカル〜ジュ！プリキュア プチ』も配信）。同年9月23日公開の『映画 デリシャスパーティ♡プリキュア 夢みる♡お子さまランチ!』及び同時上映短編の『わたしだけのお子さまランチ』の上映を記念した物で、本編配信後にはのどか役の悠木碧からのコメント、悠木とファイルーズあい（『トロピカル〜ジュ！プリキュア』夏海まなつ役）・成瀬瑛美（『スター☆トゥインクルプリキュア』星奈ひかる / キュアスター役）の3人によるスペシャルトークショーも配信された[48]。